# EC 1.14.19
La EC 1.14.19 è una sotto-sottoclasse della classificazione EC relativa agli enzimi. Si tratta di una sottoclasse delle ossidoreduttasi che include enzimi che agiscono su donatori di elettroni accoppiati, con O2 come ossidante ed incorporazione o riduzione di ossigeno (l'ossigeno incorporato non deriva necessariamente da O2). L'ossidazione della coppia di donatori risulta nella riduzione di O2 a due molecole di acqua.

## Enzimi appartenenti alla sotto-sottoclasse
| numero EC    | nome accettato                                 |
| ------------ | ---------------------------------------------- |
| EC 1.14.19.1 | stearoil-CoA 9-desaturasi                      |
| EC 1.14.19.2 | acile-(proteina trasportante acili) desaturasi |
| EC 1.14.19.3 | linoleoil-CoA desaturasi                       |
| EC 1.14.19.4 | delta8-acido grasso desaturasi                 |